# Eurybia helias
Eurybia helias är en fjärilsart som beskrevs av Hans Ferdinand Emil Julius Stichel 1926. Eurybia helias ingår i släktet Eurybia och familjen Riodinidae. Inga underarter finns listade i Catalogue of Life.